# Льюис, Айван
Айван Льюис (англ. Ivan Lewis; род. 3 апреля 1967 года, Прествич, Англия) — британский политик-лейборист. Член Палаты общин от округа Bury South с 1997 года. Льюис постоянно работал на разных государственных должностях под руководством премьер-министров Тони Блэра и Гордона Брауна с 2001 по 2010. После поражения Лейбористской партии в мае 2010 года на всеобщих выборах Льюис вошел в теневого правительства в октябре того же года.

## Биография
Льюис стал первым секретарём правительства по культуре, СМИ и спорту в первом теневом правительстве Эда Милибэнда и занимал этот пост до октября 2011 года, когда был назначен теневым секретарём по международным отношениям. В октябре 2013 года, в результате перестановок в теневом кабинете, он был переведён на пост секретаря по делам Северной Ирландии, но его полномочия были прекращены после того, как главой Лейбористской партии 13 сентября 2015 года стал Джереми Корбин. 23 ноября 2017 года Льюис был исключён из партии в связи с обвинениями в домогательствах к 19-летней девушке на партийном мероприятии.